# Saint-Mamert
Saint-Mamert foi uma comuna francesa na região administrativa de Auvérnia-Ródano-Alpes, no departamento de Ródano. Estendia-se por uma área de 3,21 km². Em 2010 a comuna tinha 61 habitantes (densidade: 19 hab./km²).
Em 1 de janeiro de 2019, passou a formar parte da nova comuna de Deux-Grosnes.